# Кейта, Модибо
Модибо Кейта (фр. Modibo Keïta; 4 июня 1915, пригород Бамако, колония Верхний Сенегал и Нигер — 16 мая 1977, Бамако, Мали) — африканский и французский государственный и политический деятель, лидер малийского национально-освободительного движения. Первый президент и глава правительства Республики Мали (1960—1968), премьер-министр и председатель Федерального собрания Федерации Мали, объединявшей современные Мали и Сенегал (1960); также занимал ряд постов во французском правительстве. Основатель партии Суданский союз — Африканское демократическое объединение и её первый генеральный секретарь (1947—1968). Один из крупнейших теоретиков т. н. африканского социализма.
В период колониальной зависимости Мали от Франции занимал также должности во французском правительстве.
Свергнут в результате государственного переворота, умер в заключении.

## Биография
Родился в религиозной мусульманской семье, ведшей род от правителей средневекового государства Мали. Получил хорошее, по меркам колониальной Африки образование, окончив педагогическое училище; при этом он был в своём классе первым по успеваемости учеником. В 1936-37 годах работал учителем в Бамако и других городах Французского Судана — Сикасо, Томбукту.
В эти же годы начал участвовать в национально-освободительном движении, а также заинтересовался социалистической и коммунистической идеологией. Он стоял у истоков создания Союза учителей Западной Африки в 1937 году. В 1943 году основал журнал антиколониальной направленности, в связи с чем подвергся в 1946 году аресту и полугодичному тюремному заключению в Париже.
В 1946 году выступил одним из основателей (совместно с Ф. Уфуэ-Буаньи) партии «Суданский союз», возглавившей антиколониальное движение, и стал её генеральным секретарём в 1947 году.
Несмотря на антиколониальные взгляды, занимал достаточно конструктивную позицию в отношении французских властей. В 1956 году был избран (фактически назначен колониальными властями) мэром Бамако и стал депутатом французского Национального собрания. После выборов 1957 года в территориальную ассамблею партия Суданский союз сформировала правительство, которое действовало в рамках предоставленной французами автономии, главой которого стал Модибо Кейта. В 1957‒1958 годах он был государственным секретарём французского правительства по делам заморских территорий.
После образования 4 апреля 1959 года Федерации Мали возглавил её правительство, а после распада Федерации с выходом из неё Сенегала и создания 22 сентября 1960 года Республики Мали стал президентом (в сентябре 1960 — январе 1961 г. совмещал пост президента с должностью министра иностранных дел).

## Деятельность на посту главы государства
На посту президента поручил правящей политической партии, Суданскому союзу, проводить политику консолидации государственной власти в целях модернизации страны. Идеология партии была характерной для африканских стран, получивших независимость, — синтез левых идей, в том числе марксистских, упора на национальные традиции и исламизма. В организационном отношении Суданский союз был и массовой партией, и объединением основных региональных лидеров. Он вобрал в себя всю организованную оппозицию и установил контроль над большинством добровольных объединений, включая профсоюзы, женские и молодёжные организации и клубы ветеранов. В стране оказалось, таким образом, установлено однопартийное правление.
Во внешней политике упор делался на приоритетное развитие отношений с социалистическими странами. В 1962 году официальной идеологией Суданского союза и, соответственно, Мали, был провозглашён марксизм-ленинизм. Несмотря на это, в 1961 году Модибо Кейта совершил визит в США, установив хорошие личные отношения с президентом Джоном Кеннеди.
Руководство Мали во главе с Модибо Кейта заняло курс на постепенное огосударствление экономики. Преобразования в экономической сфере были весьма радикальными — так, в 1962 году Мали отказалась от использования франка КФА и приняла национальную валюту, малийский франк. Этот шаг оказался крайне неудачным, он привёл к огромному ущербу для внешней торговли, из-за чего в 1967 году правительство вынуждено было восстановить торговые связи с Францией, вернуть страну в зону франка и принять у Парижа существенную экономическую помощь. Более того, Модибо Кейта был вынужден пойти на предоставление Франции прав широкого контроля над экономикой страны. Эта политика встретила противодействие в рядах Суданского союза и президенту пришлось применить жёсткие меры против инакомыслящих.
Появились и тяжёлые проблемы, связанные с нерентабельностью государственных предприятий, на которые делал ставку Модибо Кейта, расширяя государственный сектор производства. Ставка на расширение государственного сектора не привела к укреплению экономики, страна испытывала острый дефицит средств для международных платежей.
В ноябре 1968 года он был смещён в результате государственного переворота, осуществленного военными во главе с Мусой Траоре. Свергнутый президент был отправлен в заключение в город Кидаль на севере страны, где и умер в 1977 году при невыясненных до конца обстоятельствах.
После того, как Муса Траоре, в свою очередь, был свергнут в 1991 году, новое руководство Мали начало реабилитировать имидж Модибо Кейта, который при Траоре считался резко отрицательным. В 1999 году в Бамако был установлен памятник политику.

## Модибо Кейта как общеафриканский деятель
Считается одним из наиболее активных идеологов панафриканизма, а также негритюда. Его идеологическими соратниками были, в разные годы, Леопольд Сенгор, Кваме Нкрума и Секу Туре. Совместно с двумя последними Модибо Кейта стоял у истоков создания Союза западноафриканских государств. В 1963 году Модибо Кейта сыграл важную роль в формировании Организации африканского единства (с 2001 года — Африканский союз).
Внёс важнейший вклад в урегулирование военного противостояния Алжира и Марокко в 1963 году, оказав посреднические услуги и пригласив глав обоих этих государств в Бамако для переговоров.